# Dunfallandy Stone
Der Dunfallandy Stone (auch Clach An T-sagart) ist eine seltene Komposition aus christlichen und heidnisch-piktischen Motiven. Stilistisch liegt er zwischen dem piktischen Symbolstein und der Cross-Slab. Er stammt aus dem 8. oder 9. Jahrhundert und stand einst 1,5 km südlich des Ortes Pitlochry, auf der anderen Seite des River Tummel, in der schottischen Council Area Perth and Kinross. 
Beide Seiten der rechteckigen Platte haben Ornamente aus anthropomorphen und zoomorphen sowie chimären- und symbolhaften Motiven. Die Vorderseite trägt ein Kreuz mit geradlinigen Armen. Es ist ausgefüllt mit 16 bombierten Kreisen, spiraligen Ornamenten und Knotenmustern. Um das Kreuz herum sind Tiere und Engel sowie die biblische Geschichte von Jona und dem Wal dargestellt. 

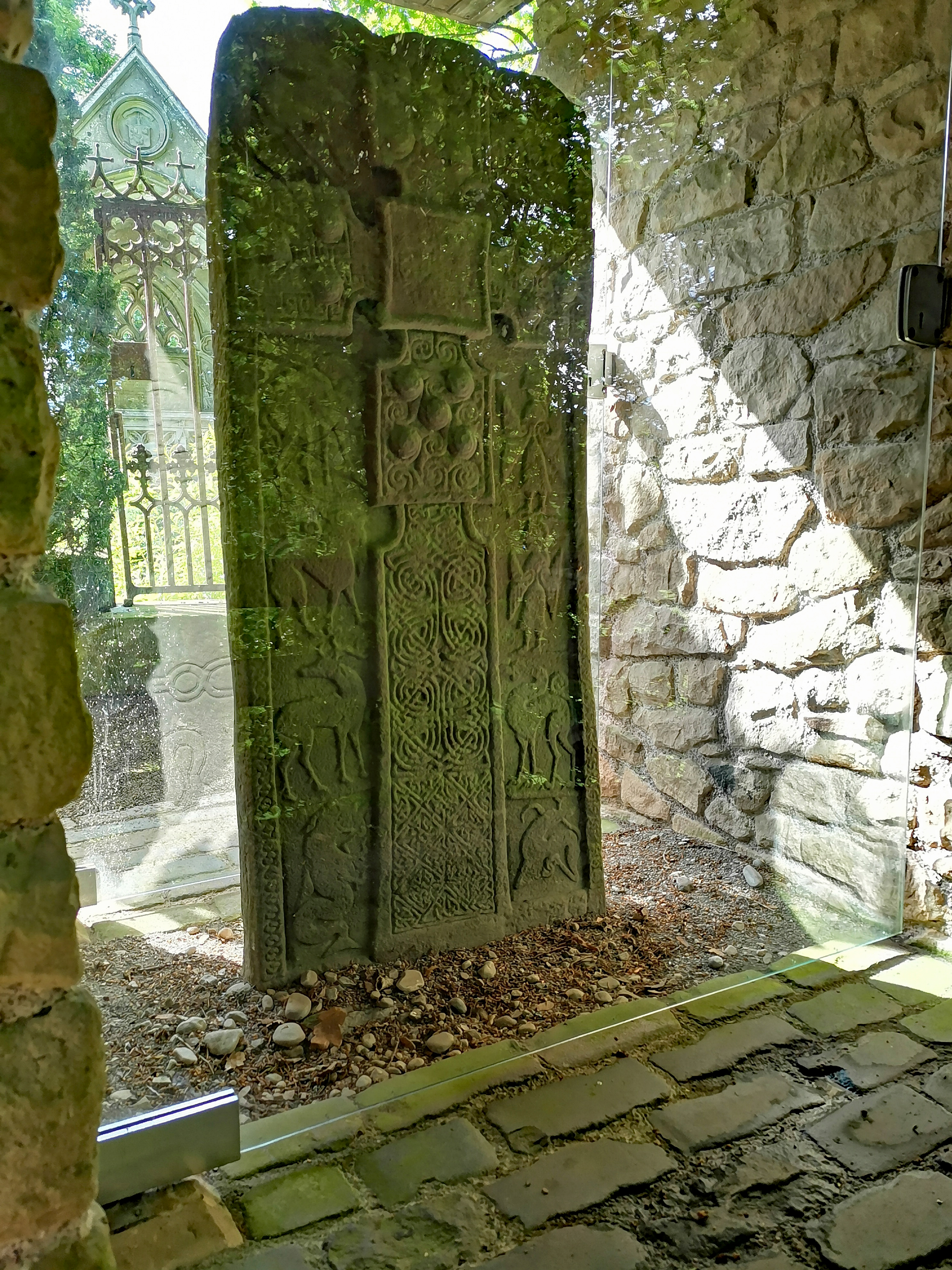
Dunfallandy Stein

Auf der Rückseite liegen die Szenen untereinander, innerhalb einer von zwei Meeresschlangen gebildeten Umgrenzung. Es handelt sich um eine „doppelte Scheibe“, zwei Abbildungen des „piktischen Tieres“, einen Halbmond und ein für Piktensteine typisches, bisher aber ungedeutetes V-Symbol. Auf zwei kunstvollen Thronen sitzen offenbar Kleriker. Ein Mann reitet in Richtung des Halbmonds und der Bestie. Darunter gibt es Darstellungen von Symbolen des Schmiedehandwerks wie Hammer, Amboss und Zangen; eine an den fragmentarischen Stein von Abernethy erinnernde Symbolik. 
Der Stein steht als Kopie am Dunfallandy House.
In der Nähe liegt der Steinkreis von Faskally Cottages.